# 스티브 모리슨

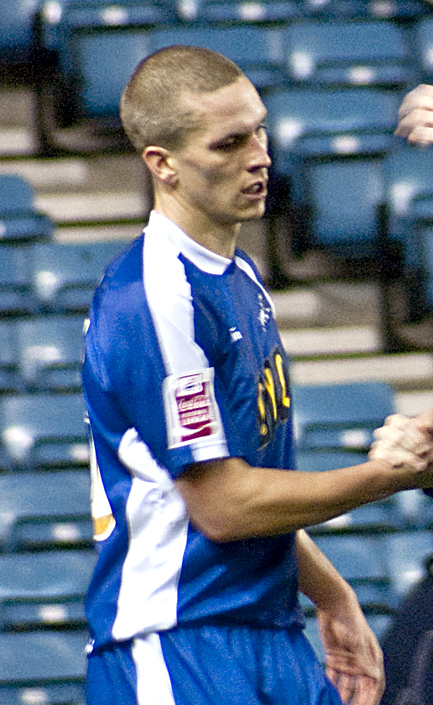

스티븐 윌리엄 "스티브" 모리슨(Steven William "Steve" Morison, 1983년 8월 29일~)은 웨일스의 축구 선수이다. 잉글랜드 그레이터런던 출신지이만 웨일스의 국가대표로 뛰며 13경기 1득점을 하였다. 과거 노스햄프턴 타운 FC, 비숍스 스토포드 FC, 스티버니지 FC, 밀월 FC, 노리치 시티 FC, 리즈 유나이티드 FC에서 뛰었고 현재는 다시 밀월 FC의 소속으로 뛰고 있다. 포지션은 스트라이커이다.